# Alexander Whitaker
Pour les articles homonymes, voir Whitaker.
Alexander Whitaker est un théologien protestant né à Cambridge en 1585. Il était le fils de William Whitaker (1548-1595), également théologien protestant et professeur au Collège St.John de Cambridge. Whitaker fils fait ses études au Trinity College de Cambridge où il eut pour condisciples John Cotton et John Winthrop. Il devient un membre du clergé dans le nord de l'Angleterre.
Il s'installe en Amérique du Nord dans la colonie de Virginie en 1611. À son arrivée, Jamestown disposant déjà d'un pasteur, il est envoyé à l'intérieur des terres et fonde la paroisse d'Henrico, en l'honneur d'Henri, fils aîné du roi Jacques Ier.
Pasteur populaire tant parmi les colons que les indigènes, il est surnommé l'"apôtre de la Virginie" par ses contemporains. Il est à l'origine de la conversion de Pocahontas et officie son baptême. Plus tard, il concélébrera avec le révérend Richard Bucke le mariage de Pocahontas  avec John Rolfe.
Whitaker est mort par noyade dans la James River en 1616.